# Kallinikos Kreangka
Kallinikos Kreangka (in greco Καλλίνικος Κρεάνγκα?; nato Călin Creangă; Bistrița, 8 marzo 1972) è un tennistavolista greco, di origine rumena.